# 保时捷912
Porsche 912是保時捷在1965年製造，用來彌補356與911之間空白級距的入門小型跑車。912在車重與動力方面表現卓越，使它成為一台燃油效率十分高的車子。

## 歷史

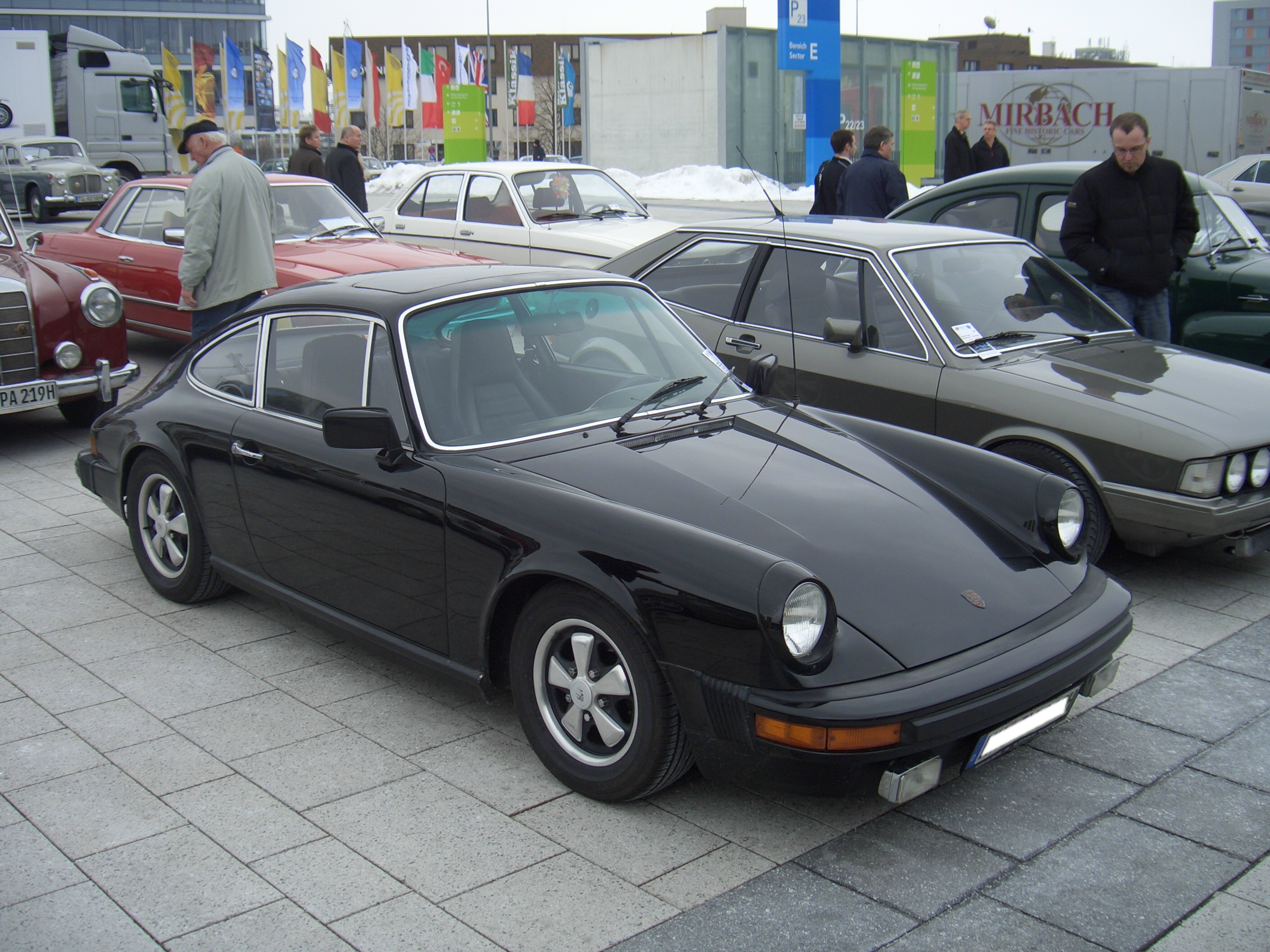
保時捷912E

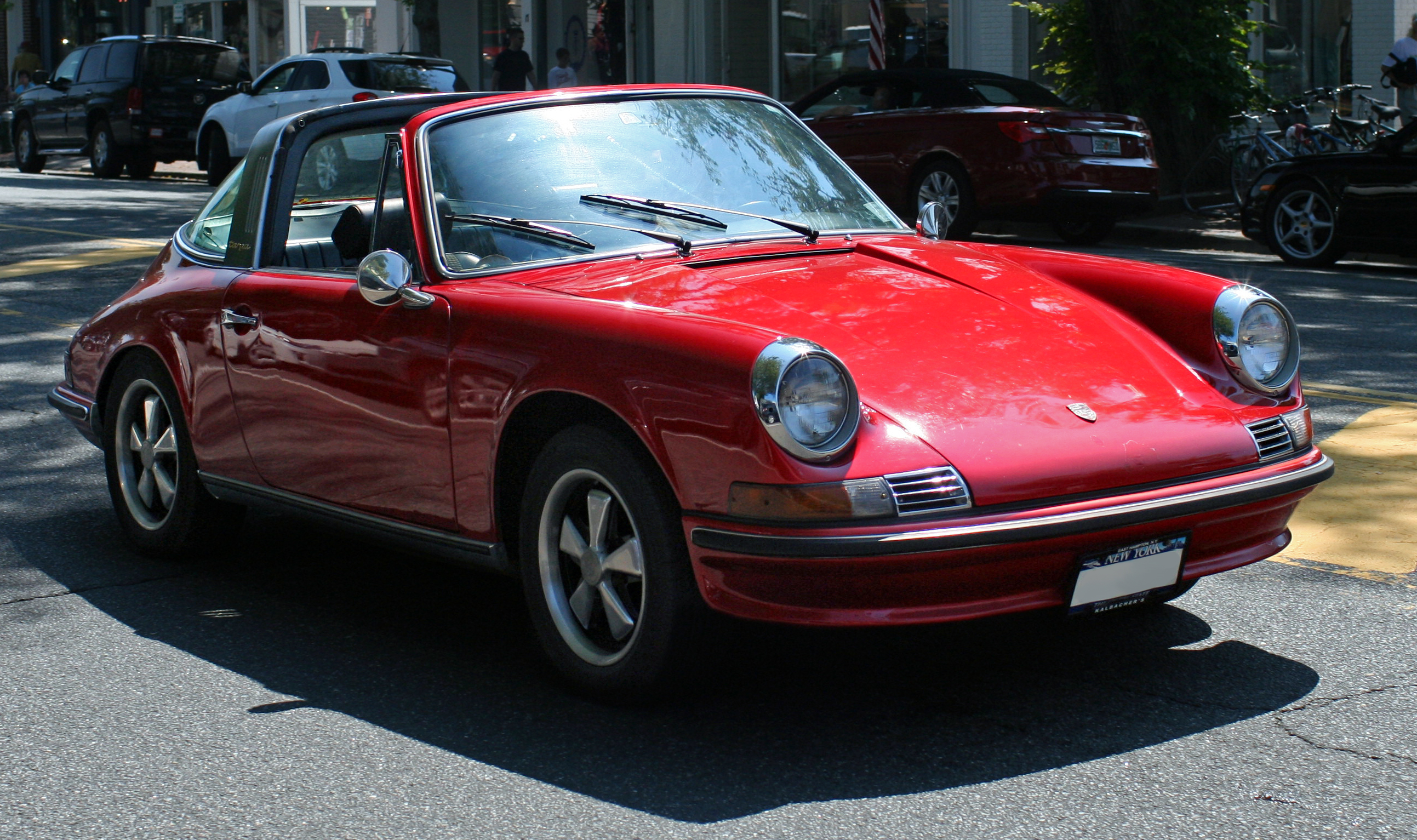
保時捷912Targa

在356停產後，保時捷只剩911 , 這個售價為前代356兩倍有餘的車款。由於911的售價相當昂貴，保時捷因為怕銷售量受到影響而決定再開發另一款入門跑車（912）。912使用了911的底盤及車身架構，但並沒有使用911的B6引擎而是沿用356的B4引擎。356經過市場考驗過十分可靠的引擎，與911的底盤和車身，再加上便宜的售價，令消費者相當難以抗拒。在912短暫的商品壽命裡，它成功的讓大家認識了911（在912五年的壽命中911銷售突破30,000台）。
在更加性能化的911 S與更加經濟的911 T加入911家族後，保時捷的董事開始認為沒有必要繼續生產912。所以後來912於1970年停產，保時捷以914遞補912當家入門跑車的位置。
而在消失六年後，912再度以912 E的身分在北美填補914停產與924上市的空檔。新的912使用了VW的2.0L空冷引擎與 "G-Series" 911 的車體。總共生產了2,099台，並且從未在北美以外的地區正式發售過。